# Biblioteca Nobel
La Biblioteca Nobel (in svedese :Nobelbiblioteket o ufficialmente Svenska Akademiens Nobelbibliotek, in italiano "Nobel Biblioteca dell'Accademia svedese") è la biblioteca pubblica della Accademia svedese. La biblioteca si trova nel cosiddetto edificio Börshuset, al 4 Källargränd tra Slottsbacken e Stortorget, a Gamla stan nella città vecchia nel centro di Stoccolma.

## Descrizione
Fin dalla sua fondazione nel 1901, il compito principale della biblioteca è stato quello di acquisire opere letterarie e riviste necessarie per la valutazione dei vincitori del premio Nobel. Nel 2007 la collezione della biblioteca comprendeva circa 200 000 volumi, una delle più grandi biblioteche dedicate alla letteratura nel nord Europa.
La biblioteca è stata fondata il 16 novembre 1901 in occasione dell'inaugurazione dell'Istituto Nobel dell'Accademia Svedese. Inizialmente era ospitata a Norra Bantorget in un edificio progettato da Ferdinand Boberg, oggi sede della Confederazione sindacale svedese, ma all'epoca chiamato Vasaborgen ("Il castello di Vasa"). La collezione in origine comprendeva circa 15 000 opere letterarie, ma dopo alcuni anni l'edificio era diventato troppo piccolo ed è stata trasferita nel 1921 al suo indirizzo attuale.